# Anchorage Channel
Het Anchorage Channel is een vaargeul gelegen in de Amerikaanse staten New York en New Jersey. De vaargeul loopt van de monding van de Hudson bij het zuidelijkste puntje van Manhattan door de Upper New York Bay en The Narrows richting het zuiden naar de Verrazzano-Narrows Bridge, waar het Ambrose Channel begint. Het Anchorage Channel heeft een lengte van ruim elf kilometer.

## Geschiedenis
In 1917 werd er onder het Anchorage Channel door een onderleider aangelegd. In juni 1925 werd er een tweede onderleider aangelegd en ook werd de vaargeul door het leger gebaggerd. Twee schepen baggerden in totaal bijna 250.000 m³. Ook 1931 werd het Anchorage Channel dieper gemaakt; in dat jaar werd bijna 900.000 m³ aan bodem verplaatst naar het Dyker Beach Park. Het baggeren werd uitgevoerd door de "National Dredging Company". Er werd een pijpleiding aangelegd om het zand te verplaatsen. Door het baggeren kreeg het gebaggerde deel een diepte van twaalf meter. Ondanks de eerdere verbeteringen adviseerde generaal Edward Murphy Markham in 1936 de kanalen rond New York inclusief het Anchorage Channel breder en dieper te maken. Hij zei dat het Anchorage Channel minstens 600 meter breed en 14 meter diep moest worden.
In 2014 wordt het Anchorage Channel verder gebaggerd en wordt een derde onderleider onder de vaargeul aangelegd. Die onderleider dient om Staten Island vanuit Brooklyn drinkwater aan te leveren in het geval dat er in Staten Island zich een drinkwatertekort voordoet. Het Anchorage Channel heeft een diepte van 14 meter, maar dat zal na het baggeren ruim 15 meter bedragen. Voor het uitbaggeren moeten de twee al eerdere aangelegde onderleiders worden verplaatst naar een dieper gelegen stuk. De onderleiders krijgen een totale diameter van 3,7 meter en de holle gedeeltes krijgen een diameter van 1,8 meter. De onderleiders bevinden zich allemaal in The Narrows. De kosten van het gehele project worden geschat op $250 miljoen.